# HD 9640
HD 9640，又名BD+17 224，SAO 92520、HR 450，是一颗恒星，视星等为5.89，位于銀經137.11，銀緯-43.21，其B1900.0坐标为赤經1h 29m 24.3s，赤緯+17° -43.21′ 0″。